# 남양주고등학교
남양주고등학교(南楊州高等學校)는 대한민국 경기도 남양주시 화도읍 월산리에 있는 공립 고등학교이다.

## 학교 연혁
- 1997년 3월 1일 : 화광공업고등학교 개교
- 1997년 3월 1일 : 제1대 윤치헌 교장 취임
- 1997년 3월 5일 : 토목과 2학급, 건축과 2학급, 전자전산과 2학급으로 개교
- 2010년 2월 11일 : 제1회 졸업식(294명)
- 2002년 3월 1일 : 남양주공업고등학교로 교명 변경
- 2007년 : 자율학교 운영(~ 2011.02.28)
- 2011년 7월 26일 : 2012학년도 특성화고등학교 지정
- 2023년 3월 1일 : 제10대 고장재 교장 취임
- 2023년 3월 1일 : 남양주고등학교로 학교명 변경 및 학과 개편·신설(지오매틱스과 > 스마트건설과, 건축리모델링과 > 건축인테리어과, 광테크전자과 > 스마트전기전자과, 스마트앱통신과 > 스마트소프트웨어과, 뷰티미용과 신설)
- 2023년 12월 29일 : 제25회 졸업식(115명, 졸업생 누계 6,578명)
- 2024년 3월 4일 : 제28회 입학식(144명)

## 설치 학과
- 뷰티미용과
- 건축인테리어과
- 스마트소프트웨어과
- 스마트전기전자과
- 지오매틱스과
- 건축리모델링과
- 광테크전자과
- 스마트앱통신과
- 스마트건설과

## 참고 자료
- 남양주고등학교 - 한국교육학술정보원 학교알리미